# Хутор
Ху́тор (на руски: Ху́тор, или още Миза от Mõis на естонски до Мы́за на руски) е населено място с много малък размер в някои страни, като Русия и Украйна.
Включва в себе си не повече от десетина къщи. Често е от семеен тип. Понякога с названието хутор се обозначава отделно стояща група от къщи, административно отнасящи се към по-голямо населено място.
С разширяването на хутора той може да се превърне в село (на руски: деревня; на руски: село̀) или в по-голямо населено място, но често в названието му остава определението „хутор“.